# Генріх цу Дона-Шлобіттен
Граф Генріх Карл Вальдемар цу Дона-Шлобіттен (нім. Heinrich Karl Waldemar Graf zu Dohna-Schlobitten; 15 жовтня 1882, Вальдбург — 14 вересня 1944, Берлін) — німецький офіцер, генерал-майор вермахту.

## Біографія
Представник дуже давнього знатного роду, відомого з VIII століття. Син графа Ебергарда цу Дона-Шлобіттен (1846–1905) і його дружини Елізабет, уродженої графині фон Каніц (1851–1936).
22 вересня 1901 року вступив в Прусську армію, служив на штабних посадах. Учасник Першої світової війни. 21 березня 1920 року звільнений у відставку, після чого присвятив себе сільському господарству у своєму маєтку в Східній Пруссії, також брав активну участь в діяльності лютеранської церкви.
26 серпня 1939 року переданий в розпорядження сухопутних військ і призначений начальником штабу 1-го військового округу. З 23 жовтня 1939 року — оберквартирмейстер командування прикордонної ділянки «Північ». З 25 жовтня 1939 року — начальник Генштабу 36-го командування особливого призначення. 7 жовтня 1941 року відправлений в резерв ОКГ. З 15 грудня 1941 року — начальник Генштабу 20-го військового округу. 1 червня 1943 року відправлений в резерв. 30 вересня 1943 року звільнений у відставку.
Граф підтримував зв'язок з Карлом Герделером і приєднався до Липневої змови. Після вбивства Адольфа Гітлера він мав стати політичним представником в 1-му військовому окрузі, проте після провалу замаху був заарештований. 14 вересня 1944 року він був засуджений до страти Народною судовою палатою і того ж дня повішений у в'язниці Плетцензе.

## Сім'я
Одружився з Марією Агнес фон Борке (1895–1983). В пари народились 3 сини і дочка.

## Звання
- Фанен-юнкер (22 вересня 1901)
- Фенріх (17 травня 1902)
- Лейтенант (27 січня 1903)
- Оберлейтенант (27 січня 1912)
- Ротмістр (8 листопада 1914)
- Майор запасу (21 березня 1920)
- Оберстлейтенант запасу (20 грудня 1935)
- Оберст (10 лютого 1940)
- Генерал-майор до розпорядження (1 червня 1942)

## Нагороди
- Орден Корони (Пруссія) 4-го класу
- Орден Альберта (Саксонія), лицарський хрест 2-го класу
- Залізний хрест 2-го і 1-го класу
- Королівський орден дому Гогенцоллернів, лицарський хрест з мечами
- Нагрудний знак «За поранення» в чорному
- Балтійський хрест
- Орден Святого Йоанна (Бранденбург), лицар справедливості[2]
- Почесний хрест ветерана війни з мечами
- Застібка до Залізного хреста 2-го і 1-го класу
- Орден Хреста Свободи 2-го класу з дубовим листям і мечами (Фінляндія; 26 жовтня 1941)